# Chiloglanis kazumbei
Chiloglanis kazumbei is een straalvinnige vissensoort uit de familie van de baardmeervallen (Mochokidae). De wetenschappelijke naam van de soort is voor het eerst geldig gepubliceerd in 2011 door Friel & Vigliotta.